# Mühldorf am Inn
Mühldorf am Inn este un oraș din districtul Mühldorf am Inn, regiunea administrativă Bavaria Superioară, landul Bavaria, Germania.